# Viktor Anker
Viktor Anker (født 10. oktober 1998) er en dansk fodboldspiller, der spiller for Boldklubben Frem.

## Klubkarriere
Viktor Anker startede med at spille fodbold som fireårig i Næstved IF.

### Brøndby IF
I januar 2014 skiftede Anker fra Næstved IF til Brøndby IF, hvor han skrev under på en treårig aftale. Transfersummen var ifølge Ekstrabladets oplysninger omkring en million kroner.
Den 19. juni 2016 blev det offentliggjort, at Anker blev rykket op i førsteholdstruppen og samtidig havde skrevet under på en toårig fuldtidskontrakt.
Han blev den 8. juni 2017 udlejet til sin barndomsklub Næstved Boldklub for resten af året. Han spillede 14 kampe for klubben i halvsæsonen og var med til at sende klubben i oprykningsspillet. Han blev ligeledes kåret som årets bedste keeper i 2. division, pulje 1 foran Mikkel Hasling fra Hvidovre IF og Mark Fabricius Jensen fra Akademisk Boldklub. Næstved Boldklub ville i den forbindelse gerne forlænge lejeaftalen med Viktor Anker for resten af 2017-18-sæsonen, hvilket Brøndby IF dog valgte at afvise.
Han vendte derfor tilbage til Brøndby IF fra foråret 2018, men spillede heller ikke nogen superligakampe i denne halvsæson. Han fik sin debut i Reserveligaen den 9. april 2018 i en kamp mod FC Københavns reserver, som Brøndby IF tabte 1-3. Han forlod i juni 2018 Brøndby IF, da han ønskede mere spilletid.

### FC Helsingør
Den 27. juli 2018 blev det offentliggjort, at Anker skiftede til Superligaklubben FC Helsingør. Han skrev under på en toårig aftale gældende frem til sommeren 2020. Han forlod i august 2019 klubben.

### Hvidovre Idrætsforening
Den 25. september 2019 blev det offentliggjort, at Viktor Anker skiftede til Hvidovre IF. Den samme dag debuterede Viktor Anker for Hvidovre mod SønderjyskE i en pokalkamp på Hvidovre Stadion.

### Boldklubben Frem
Den 29. juni 2023 blev det offentliggjort, at Viktor Anker skiftede til Boldklubben Frem på en fri transfer fra B.93. Den 5. august 2023 debuterede Viktor Anker for Frem  mod Næsby Boldklub. Kampen endte med en 4-2 sejr til Næsby BK.